# Masakra w Mỹ Lai

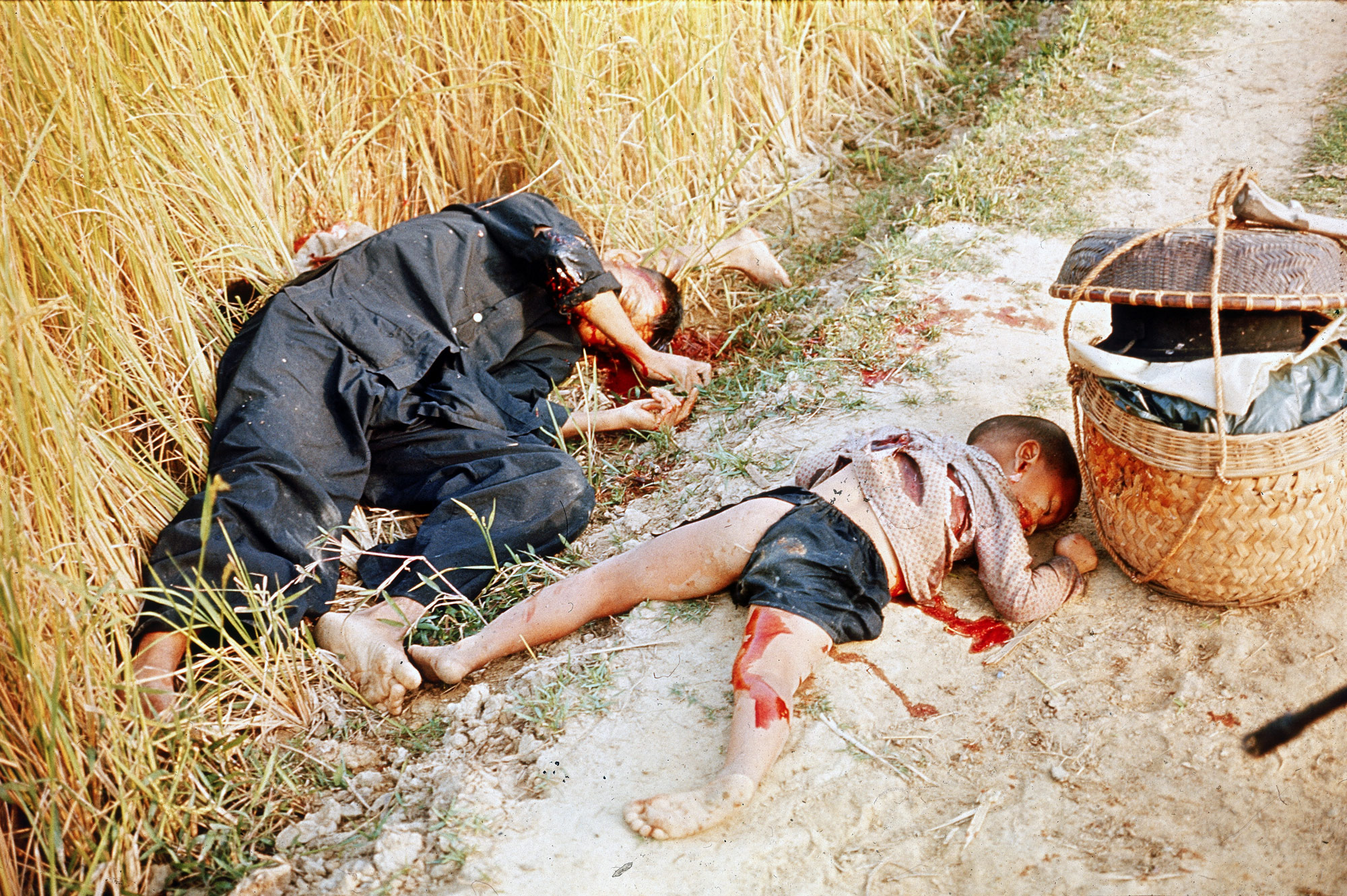
Ofiarami masakry byli cywile, w tym wiele dzieci

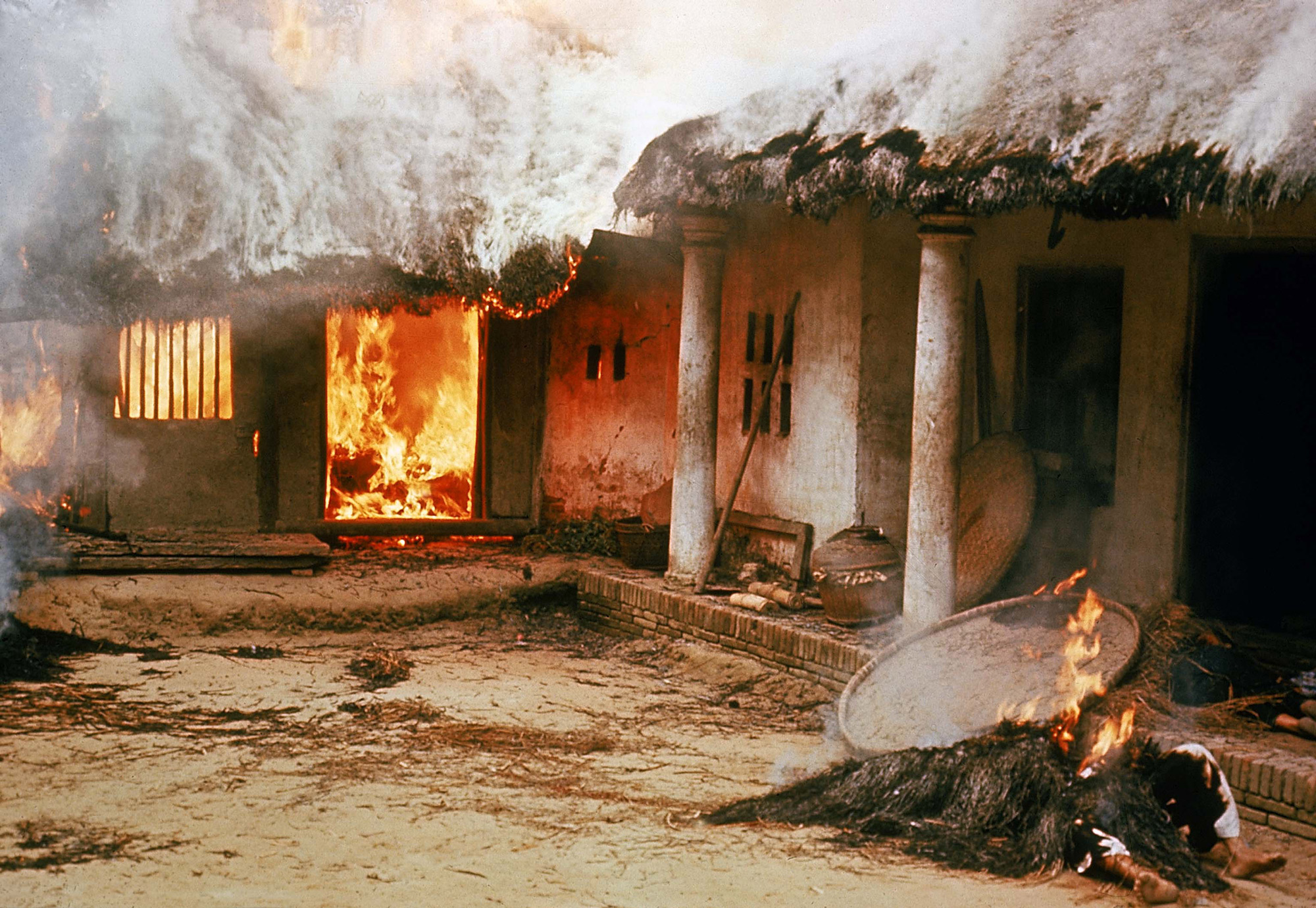
Ciała mieszkańców wsi przy płonących zabudowaniach

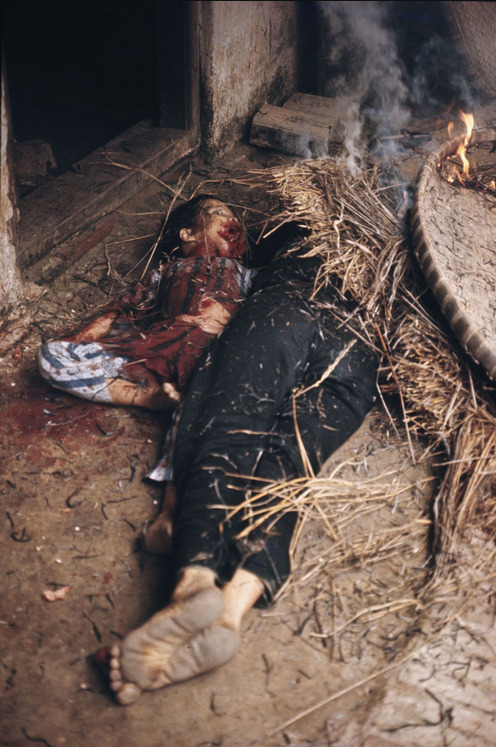
Zabita matka i dziecko w Mỹ Lai

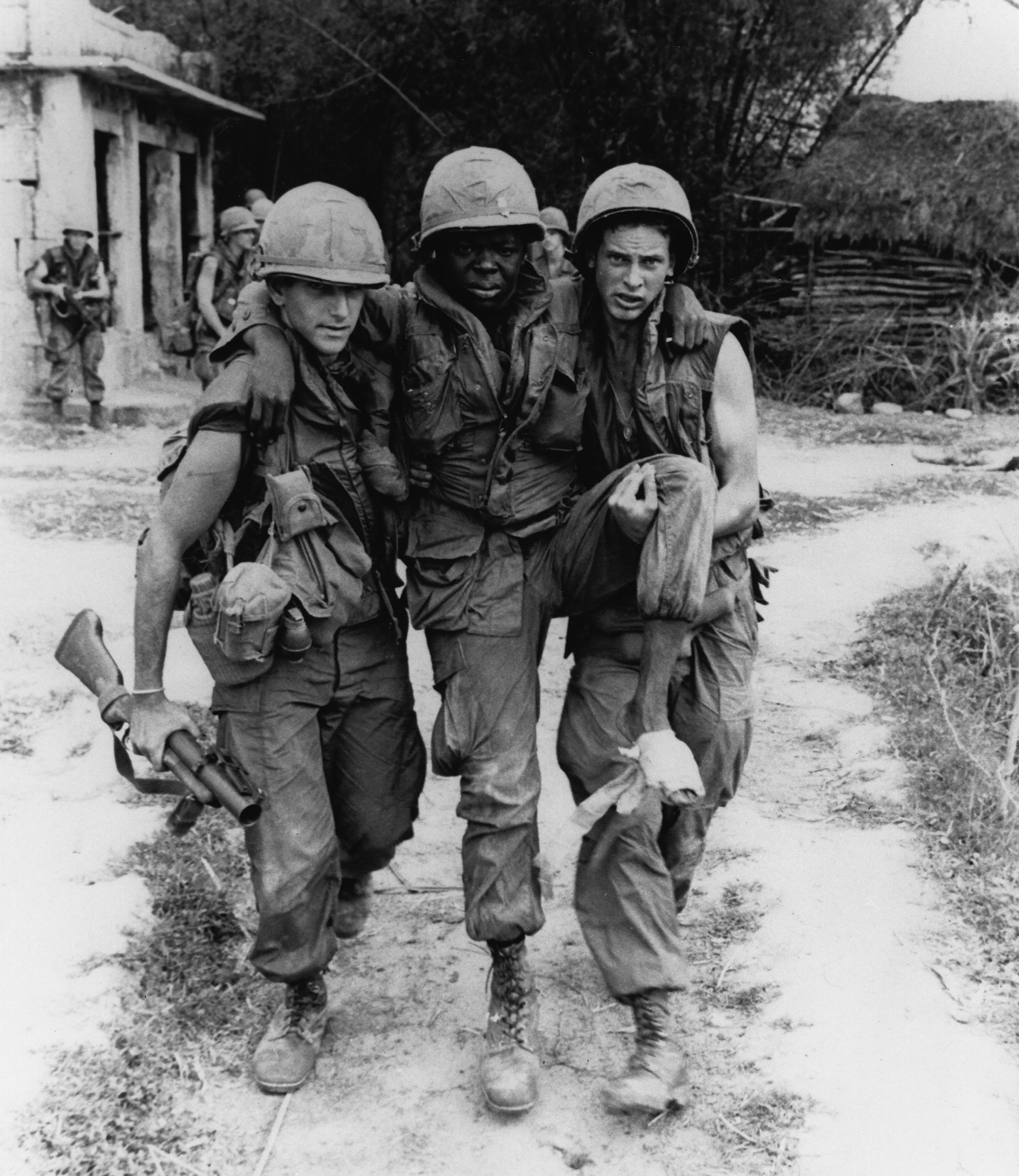
Szer. Herbert L. Carter (pośrodku), czarnoskóry żołnierz kompanii C, postrzelił się w stopę z pistoletu, aby uniknąć brania udziału w masakrze

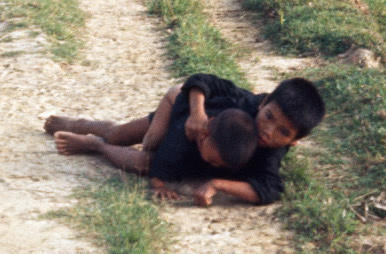
Duc Tran Van zasłaniający swoją siostrę Thu Ha Tran – jedni z nielicznych ocalałych z masakry

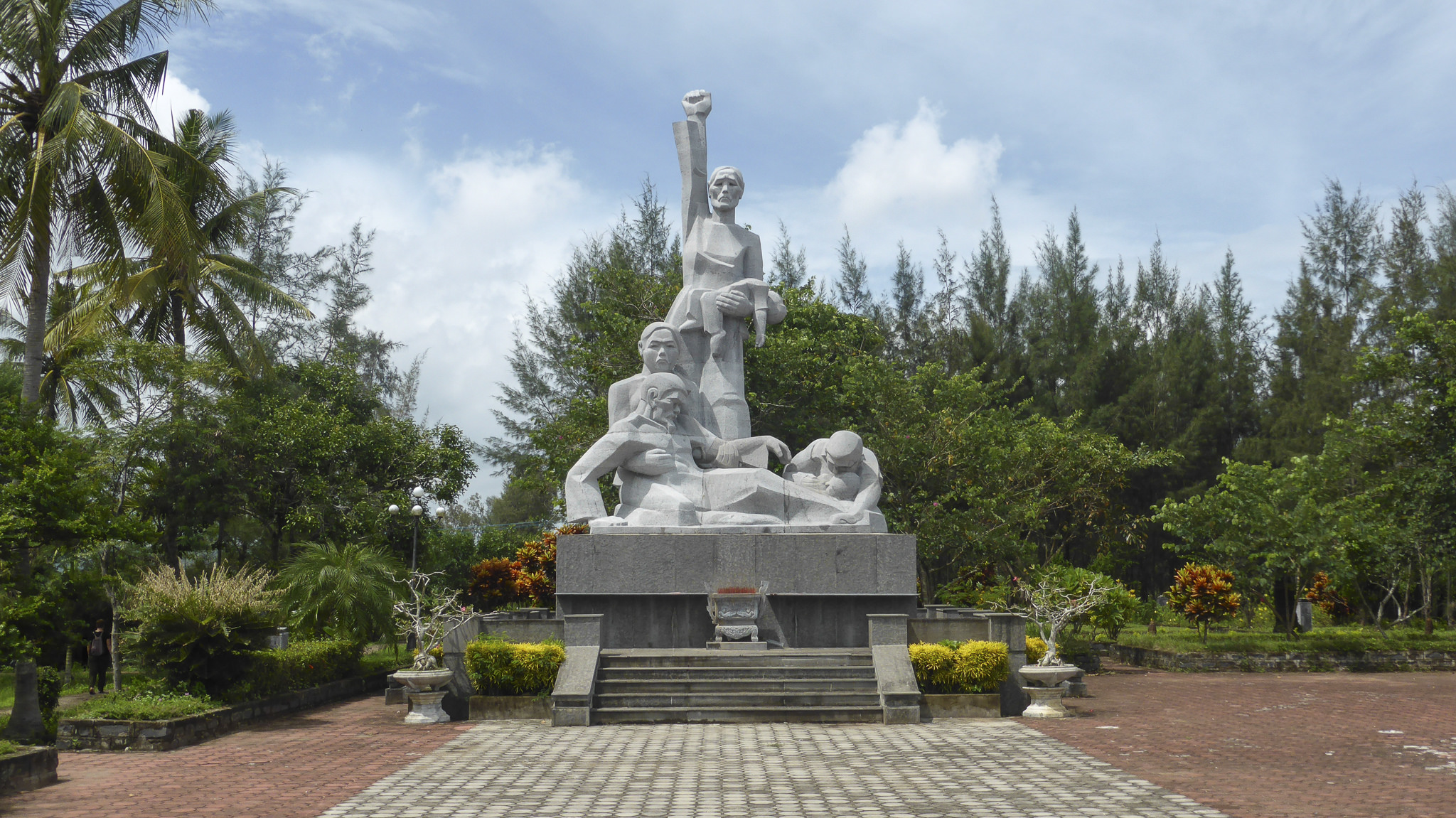
Pomnik ofiar zbrodni w Mỹ Lai

Masakra w Mỹ Lai – zbrodnia wojenna popełniona 16 marca 1968 roku przez żołnierzy 23 Dywizji Piechoty armii amerykańskej, którzy zamordowali w wiosce Mỹ Lai w Wietnamie Południowym kilkuset nieuzbrojonych cywilów. Ujawniona półtora roku później masakra wywołała oburzenie na całym świecie i przyczyniła się do spadku poparcia publicznego dla wojny wietnamskiej w USA.

## Tło
W czasie wojny wietnamskiej południowowietnamska prowincja Quảng Ngãi była podejrzewana o sprzyjanie partyzantce z Narodowego Frontu Wyzwolenia Wietnamu, znanego jako Vietcong. Nieformalnie określana przez wojskowych amerykańskich mianem Pinkville, prowincja była często bombardowana i ostrzeliwana. Do początku 1968 roku aż 70% wszystkich wiosek w regionie zostało zniszczonych przez naloty i ostrzał artyleryjski, w tym z użyciem napalmu; 40% ludności stanowili uchodźcy, a ogólna liczba ofiar cywilnych wynosiła blisko 50 000 rocznie.
Task Force Barker, nowo utworzona grupa bojowa złożona głównie z żołnierzy 20 Pułku 11 Brygady 23 Dywizji Piechoty przybyła na ten teren styczniu 1968 roku i została oddelegowana do operacji typu „znajdź i zniszcz”, mających na celu przeczesywanie terenów wiejskich w poszukiwaniu ukrywających się członków Vietcongu, broni, amunicji, ładunków wybuchowych i zapasów zgromadzonych przez partyzantów.
W przeddzień ataku na Mỹ Lai, na odprawie kompanii Charlie kpt. Ernest Medina powiedział swoim ludziom, że prawie wszyscy cywilni mieszkańcy wsi wyruszą na targ do godziny 7:00 i że ci, którzy w niej pozostaną, będą najprawdopodobniej członkami Vietcongu lub ich sympatykami. Zapytano go, czy rozkaz obejmuje także zabijanie kobiet i dzieci. Obecni na odprawie przedstawili później rozbieżne relacje na temat reakcji Mediny. Niektórzy, w tym dowódcy plutonów, zeznali, że rozkazy, tak jak je zrozumieli, miały na celu zabicie wszystkich żołnierzy Vietcongu i armii Wietnamu Północnego oraz „podejrzanych” (w tym kobiet i dzieci, a także wszystkich zwierząt), spalenie wioski i zanieczyszczenie studni. Cytowano go, jak powiedział: Wszyscy są z VC [Vietcongu – przyp. red.], teraz idźcie i ich złapcie, a na pytanie Kto jest naszym wrogiem?, odpowiedział: Każdy, kto przed nami ucieka, ukrywa się przed nami lub wygląda na wroga. Jeśli ucieka mężczyzna, strzelajcie do niego, a nawet jeśli to kobieta z karabinem, strzelajcie także do niej.
Kompania Charlie miała wkroczyć do wioski z 1. plutonem na czele, zaatakować wroga i oczyścić wieś. Pozostałe dwie kompanie z Task Force Barker otrzymały rozkaz zabezpieczenia terenu i udzielenia wsparcia w razie potrzeby. Obszar ten został wyznaczony jako strefa swobodnego ostrzału, gdzie siły amerykańskie mogły rozmieszczać artylerię i przeprowadzać naloty na tereny zamieszkane, bez względu na ryzyko dla życia cywilów i osób niezaangażowanych w walkę.

## Masakra
Rankiem 16 marca o godzinie 7:30 około 100 żołnierzy z kompanii Charlie dowodzonej przez Medinę, po krótkim ostrzale artyleryjskim i śmigłowcowym, wylądowało śmigłowcami w Sơn Mỹ, wsi o bardzo nieregularnej zabudowie, będącej skupiskiem osad, pól ryżowych, rowów irygacyjnych, grobli i dróg gruntowych, łączących wiele przysiółków. Największe z nich to przysiółki Mỹ Lai, Cổ Lũy, Mỹ Khê i Tu Cung.
Żołnierze spodziewali się starcia z 48. batalionem Vietcongu, który był jedną z najskuteczniejszych jednostek wietnamskiej partyzantki. Chociaż żołnierze nie zostali ostrzelani po wylądowaniu, nadal podejrzewali, że partyzanci ukrywają się pod ziemią lub w chatach. Potwierdzając ich podejrzenia, śmigłowce bojowe zaatakowały kilku żołnierzy Vietcongu w pobliżu Mỹ Lai, zabijając czterech z nich; później na miejscu zdarzenia zabezpieczono jedną sztukę broni.
Zgodnie z planem operacyjnym, 1. pluton dowodzony przez ppor. Williama Calleya oraz 2. pluton dowodzony przez ppor. Stephena Brooksa wkroczyły do wsi w szyku liniowym o godzinie 8:00, podczas gdy 3. pluton dowodzony przez ppor. Jeffreya U. Lacrossa oraz stanowisko dowodzenia kpt. Mediny pozostały na zewnątrz. Podczas zbliżania się oba plutony ostrzelały ludzi dostrzeżonych na polach ryżowych i w zaroślach. Wchodząc pomiędzy zabudowania, żołnierze strzelali bez ostrzeżenia do wszystkich napotkanych osób. Likwidowane były całe grupy cywilów, w tym kobiet i dzieci. Nie pomagało nawet klękanie przed żołnierzami amerykańskimi i błaganie o litość. Dokładna liczba zabitych różni się w zależności od źródła, ale najczęściej padają liczby 347 i 504. Żołnierze amerykańscy dopuszczali się także tortur i gwałtów. Najmłodsza ze zgwałconych tego dnia dziewczynek miała 12 lat.
Masakrę przerwał 25-letni wówczas chor. Hugh Thompson, który pilotował zwiadowczy śmigłowiec OH-23. Gdy zorientował się, że oddziały amerykańskie popełniają zbrodnię wojenną, strzelając do bezbronnych cywilów, postanowił interweniować wraz z pozostałymi dwoma członkami załogi (Lawrencem Colburnem i Glennem Andreottą) i wylądował w wiosce. Pod groźbą otwarcia ognia z działek śmigłowca zażądał od amerykańskich oficerów dowodzących na miejscu, starszych od niego stopniem, powstrzymania masakry. Załodze helikoptera, która wezwała następnie dwa inne śmigłowce, przypisuje się także uratowanie jedenastu rannych osób, ewakuowanych z wioski. 

## Próby zatuszowania zbrodni
Początkowo śledztwo w sprawie masakry zostało podjęte przez płk. Orana Hendersona z 11 Brygady. Henderson przesłuchał kilku żołnierzy biorących udział w incydencie, a następnie pod koniec kwietnia wydał pisemny raport, w którym twierdził, że podczas operacji zginęło przypadkowo około 20 cywilów, głównie przez ostrzał artylerii dalekiego zasięgu. Armia amerykańska w tym czasie nadal opisywała to wydarzenie jako zwycięstwo militarne, w wyniku którego zginęło 128 wrogich żołnierzy. Sześć miesięcy później żołnierz z 11 Dywizji Lekkiej Piechoty, Tom Glen, napisał list oskarżający 11 Brygadę (i inne oddziały wojskowe) o zamierzoną brutalność wobec wietnamskiej ludności cywilnej. Szczegóły listu były tak przerażające, że jego treść zyskała szeroki rozgłos i pojawiły się kolejne skargi ze strony innych wojskowych. Młody major armii amerykańskiej Colin Powell otrzymał wówczas zadanie szczegółowego zbadania tej sprawy, jednak jego relacja została potem określona mianem wybielania zdarzenia, którego szczegóły pozostawały w dalszym ciągu ukryte przed opinią publiczną.
Niezależny dziennikarz śledczy Seymour Hersh opublikował 12 i 20 listopada 1969 roku fotografie cywilów zabitych w Mỹ Lai autorstwa wojskowego fotografa Ronalda L. Haeberlego (wcześniej wstrzymane przez cenzurę wojskową). Rzeź umknęłaby uwadze szerszej publiczności, gdyby nie relacja jeszcze innego żołnierza, który niezależnie od Glena przesłał list do kongresmena ze swojego okręgu. Jak przyznał doradca prezydenta USA do spraw bezpieczeństwa, Henry Kissinger, zdjęcia przedstawiające oczywistą zbrodnię wojenną były zbyt szokujące, aby można było sprawę dalej ukrywać.

## Odpowiedzialność sprawców
Osobą, która rozmawiała z żołnierzami kompanii Charlie, a potem wystosowała apele do Kongresu, Białego Domu i Pentagonu, był Ron Ridenhour, który wezwał do oskarżenia porucznika Calleya o morderstwo, co stało się we wrześniu 1969 roku. Amerykańska opinia publiczna dowiedziała się o masakrze w listopadzie, a 17 marca 1970 roku oskarżono 14 oficerów armii amerykańskiej o zatajanie informacji związanych z tymi wydarzeniami. Płk Henderson został oskarżony o brak reakcji (leciał w helikopterze nad wioską i widział przebieg masakry) oraz mataczenie w śledztwie, ostatecznie zarzuty przeciwko niemu wycofano.
Por. William Calley został w 1971 roku skazany na karę dożywotniego więzienia za masowe morderstwo, jednak już dwa dni później prezydent Richard Nixon skorzystał z prawa łaski i nakazał wypuścić go z więzienia. Ostatecznie Calley otrzymał 3,5 roku aresztu domowego w swojej kwaterze w Fort Benning w stanie Georgia, a potem został zwolniony decyzją sądu wojskowego.
Hugh Thompson, Lawrence Colburn i pośmiertnie Glenn Andreotta za przerwanie masakry 6 marca 1998 roku otrzymali najwyższe wojskowe odznaczenie za odwagę wykazaną w sytuacji braku bezpośredniego kontaktu z wrogiem – Medal Żołnierza. Ceremonia miała miejsce pod pomnikiem Vietnam Veterans Memorial.